# 北條氏照
北條氏照（日语：／ Hōjō Ujiteru，1540年—1590年8月10日）是日本戰國時代至安土桃山時代的武將，北條氏康的三子，使用的印章是與後北條氏宗家的虎紋對應，刻有「如意成就」的龍紋。氏照主要在家中擔任取次的工作，負責與各勢力進行外交工作。

## 生涯
天文9年（1540年），氏照作為北條氏康的三子出生，最初是擔任武藏瀧山城主，其後成為八王子城主。
永祿2年（1559年），氏照迎娶信濃木曾氏一門的武藏瀧山城主大石定久之女比佐，以養子身份入贅大石家改名大石源三氏照，令他可以繼承大石氏家督之位。後來，氏照復姓北条，並且將大石氏納入旗下，然而按照當時領地（現相模原市）給予各村的文書顯示，氏照當時是以大石氏的據點由井城而改名「油井源三」，瀧山城是氏照繼承家督後才興建的。不同於在養父死後對遺族趕進殺絕的弟弟北條氏邦，氏照對大石定仲等遺族加以照顧。
其後，氏照跟從父親出戰小田原城之戰後的永祿4年（1561年），先後出兵攻打位於辛垣城主三田綱秀、在永祿7年（1564年）攻打里見氏和天正2年（1574年）攻打簗田氏，主要在東面擴大後北條氏的領地。
永祿10年（1568年），武田信玄家臣小山田信茂領兵越過小佛峠進攻相模，氏照派遣中山家範和橫地吉信等人迎擊，但是高尾山麗的廿里（現八王子市廿里町廿里古戰場）不敵。雖然，武田軍一度攻進瀧山城的三之丸，但是由於在氏照於二之丸指揮下，甚至曾經與武田勝賴親身交戰的情況下，武田軍最終退兵。
氏照認為作為平山城的瀧山城不利防守，因此他在武藏與相模國境附近建造一座大規模的山城，由於山城的山頂處建有八王子社，因此將山城取名為八王子城，後來附近的地方亦逐漸稱為八王子。
永祿11年（1569年），武田軍再次進攻相模，並且包圍小田原城，本來氏照和氏邦的援軍計劃與小田原裡應外合夾擊武田軍，但是氏照和氏邦未能等待小田原方面的兵力到達前，已經遭到武田的分隊從高處突襲，最終後北條氏戰敗，是為三增峠之戰。
按《涌井文書》記載，氏照外交手腕了得，自永祿5年（1562年）開始與下野的佐野氏展開外交、永祿12年（1569年）又聯同氏邦與上杉氏達成越相同盟以及與伊達氏建立緊密的外交關係。氏照甚至負責伊達政宗和蘆名氏之間的外交，他的外交對像以下野的國人、古河公方足利氏勢力和奧州的大名為主。
天正2年（1574年），氏照進攻關宿城主簗田氏，後來成為古河公方足利義氏的後見人，佔領利根川水域一帶天正3年（1575年），氏照自稱陸奧守，這是因為以前鎌倉幕府視陸奧守是僅次於相模守和武藏守的職位，所以才自稱作陸奧守に，並且擔任北條支城和小田原城的總奉行。
天正6年（1578年），上杉氏家督之爭的御館之亂爆發，為了援助親弟上杉景虎，氏照以兄長北條氏政的名代身份與氏邦聯手出兵越後。北條軍越過三國峠攻向坂戶城，沿途攻下樺澤城，然而在上杉景勝勢力的嚴密防守下，加上快將進入冬季，北條軍遲遲未能攻下坂戶城，最終留下氏邦和北條高廣於樺澤城內，並且命北條景廣待機以便支援，翌年景虎勢力最終戰敗滅亡。
織田政權當道期間，氏照計劃與織田信長強化同盟關係，然而在家中反對和後來在天正10年6月（1582年）爆發本能寺之變的情況下未能如願。信長死於本能寺之變後，氏照趁織田氏陷入亂局之際，與侄子北條氏直聯手進攻織田領地的上野，並且在神流川之戰中擊敗織田氏家臣瀧川一益，成功擴張後北條氏的領地。氏照並未有親近信長死後冒起的豐臣政權，而是進攻甲斐和信濃等地，是為天正壬午之亂。
天正18年（1590年），豐臣秀吉發動小田原征伐，氏照主張全力抵抗，並且命重臣守於八王子城，自己則增援小田原城，八王子城最終被景勝和前田利家攻下。小田原開城投降後，秀吉命氏照與其兄長氏政切腹，享年51歲。
氏照死後，由他的家臣中山家範的子孫中山信治替其建造供養塔。
在《義烈百人一首》中，氏照的名字被標記為「氏輝」。